# Stemma di El Salvador
Lo stemma di El Salvador fu adottato il 15 settembre 1912.
Consiste in un triangolo in cui sono raffigurati 5 vulcani che spuntano dal mare. I vulcani rappresentano le 5 province della Repubblica Federale del Centro America: Costa Rica, Guatemala, Honduras, Nicaragua e, naturalmente, El Salvador.
Nella parte alta del triangolo, come in altri stemmi delle nazioni dell'America Latina, si trova un Berretto frigio rosso, oltre ad un arcobaleno e alla data "15 settembre 1821", giorno dell'indipendenza di El Salvador.
Intorno al triangolo ci sono cinque bandiere e una pergamena con il motto "Dios, Unión, Libertad" (Dio, Unione, Libertà).
Il tutto è decorato con delle foglie di alloro divise in quattordici parti, come i quattordici Dipartimenti di El Salvador.
Lo stemma è circondato dalla scritta República de El Salvador en la América Central (Repubblica di El Salvador in America Centrale).